# アルジェントソーマ
『アルジェントソーマ』は、2000年10月5日から2001年3月29日までテレビ東京で放送されたテレビアニメ。放送時間は毎週木曜25時15分から25時45分まで。未放送の特別編1話を含めて全26話。

## あらすじ
2059年、地球はエイリアンの襲来で多大な被害を受けた。人類は軍隊を再編し、対エイリアン特殊部隊「フューネラル」を組織する。大学生のタクト・カネシロは、あるきっかけで恋人マキ・アガタが師事するアーネスト・ノグチ教授のエイリアンの死体をつなぎ合わせた実験複合体フランクの蘇生実験に立ち会うことになる。実験によってフランクは蘇生したが、施設を破壊して逃亡。マキやノグチ教授は死亡し、タクトも重傷を負った。
逃亡したフランクはある森でハリエットという少女と出会い、その場に襲来したエイリアンから彼女を守る。フューネラルに捕獲されたフランクとともに、ハリエットはフューネラルの管理下に置かれることとなる。
恋人マキを失い、自らも重傷を負ったタクトの前にある男が現れ、復讐か忘却か選択を与える。愛する者を奪った者への憎しみから復讐を選択したタクトは、それまでの自分を捨て、リウ・ソーマという新たな名を得てフューネラルに配属される。

## 登場人物

### フューネラル
第一次遭遇戦後エイリアンの襲来に備え、国連が軍を再編して生まれた対エイリアン組織。成層圏のミサイル攻撃で撃ち漏らしたエイリアンはフューネラルと軍で迎撃を行うが、試験運用中だったザルクが正式採用されてからはフューネラルがほぼ一手に担う形となった。メンバーは腕は確かだが、なんらかの理由で “爪弾き者” にされた者ばかり。
リウ・ソーマ（タクト・カネシロ）
声 - 保志総一朗
元アラスカ地区第21辺境方面軍・成層圏迎撃機のテストパイロットという肩書きで、フューネラルにスパイとしてMr.Xに送り込まれたザルク5のパイロット。階級は少尉。フランク蘇生事故により顔の左頬に大きな傷を負い、瞳と頭髪が変色した。大学では宇宙飛行士を目指し宇宙工学科に所属していたが、エイリアン襲来により宇宙開発が凍結したため夢半ばで金属工学科へ転科した。
素直な性格だが、やや直情的。エイリアン（特にフランク）に対して強い憎しみを抱いており、リウ・ソーマとなってからは感情を表に出さず振舞っているが、時折感情的な態度が表面化する。フューネラルではフランクへの復讐だけを目的としていたが、ハティやフランク、フューネラルの面々と行動するうちに心境に変化が生じ、復讐心との間で揺れ動き苦悩する。小説版ではマイケルを助けようとする描写があり、はっきりと仲間意識が強調されている。
ハリエット・バーソロミュー（ハティ）
声 - 桑島法子
13歳の少女。第一次遭遇戦で負傷し、また両親を失った精神的ショックで5年間の昏睡状態に陥っていたため、実年齢に対して思考が幼い。フランクを「妖精君」と呼び、意思の疎通ができる。その能力ゆえに軍の対エイリアン戦に協力することになる。当初は一般人の子どもを巻き込むことにマイケルやスーは懸念を示していたが、フランクの必要性ゆえにザルク5やミステルに乗り込み、対エイリアン戦の前線に送られる。彼女自身も当初は戦いを恐れていたものの、フランクと共にあることに自身の存在意義を見出し、エイリアン討伐に積極的に参加するようになっていった。彼女がフランクと意思疎通ができるのは、過去の戦闘の巻き添えでエイリアンの破片が脳内に入り込んだことが原因と言われている。
フランク
声 - 高田祐司
ノグチ博士によって複数のエイリアンの死体をつぎはぎにして復元された実験複合体。研究施設の崩壊、逃走、ハティとの接触を経てフューネラルで兵器として転用される。フューネラルでの呼称はEX-1（エクストラワン）。エイリアン戦に対しては、複数のエイリアンから復元された自身の体に敵と同じ材質を有する場合、左腕を瞬間的に敵と同じ材質に構造変換を行い一撃で完全破壊する「錬金術の腕（アルケミストアーム）」という特殊能力を持つ。その戦闘能力は機動性と装備の汎用性を除いたあらゆる要素においてザルクを上回る。唯一ハティのみと意思の疎通が可能である。フューネラルからの逃亡騒ぎ以降、万が一の暴走に備えて自爆用の核弾頭が装備されている。
ラナ・イネス
声 - 紗ゆり
フューネラル基地司令。国連軍・空軍出身の少佐。結婚歴があるが家庭よりも軍務を取り離婚、後に子供を事故によって失っている。ハティに対し母性を感じて同居を始める。フューネラルの面々からはコマンダーと呼ばれており、優れた判断力を持つ。女性であることがコンプレックスで、自分が軍人・指揮官に相応しいのか、疑問に思っている節があった。そのため、軍人・指揮官らしく振る舞おうとしており、そういった態度のためか、かえって部下たちからはあまり信頼されていなかった。しかし、ハティやフランクとの交流などから徐々に態度が軟化、自身や部下たちの心情を汲んだ判断をするようになり、信頼される上官となっていった。
マイケル・ハートランド
声 - 中田譲治
ザルク部隊指揮官。陸軍出身の中佐。実質的なフューネラルのナンバー２。黒人の巨漢で、信頼できる上官に対しては年齢性別を問わず非常に忠誠心が厚く実直を絵に描いたような軍人。穏やかな性格と人柄の良さから、部隊では信頼を集めていた。かつてフランクフルト局地戦でタイプH-2（後述）により部下を失い、後に陸軍第16空中騎兵隊の隊長を勤めたがダン以外の部下を失っている。戦闘ではフューネラル本部でイネスとともに、もしくはミステルの操縦をしながら部下に指示を送る。モルグの事故の時点から、一連の不可解な事件に対して疑問を感じていた。小説版では途中で戦死した。
ギネビア・グリーン
声 - 井上喜久子
ザルク3のパイロット。赤い髪の女性。空軍出身の中尉で、空軍時代からイネスの部下であった。射撃の名手でダンとコンビを組むことが多く、時折暴走気味のダンの静止役にもなっている。幼い頃の宇宙での事故により難病にかかっており死を宣告されている。本来は軍人になれない体であったが、空を飛ぶことに強い憧れを抱いており、リウ・ソーマと同じくMr.Xの支援により軍に入隊した。そういった境遇のためか、生に強い執着を見せ、戦死しそうになったときは「まだ死ねない」と繰り返し口にしていた。
ダン・シモンズ
声 - 子安武人
ザルク1のパイロット。陸軍出身の中尉。かつて陸軍第16空中騎兵隊に所属しており、マイケルの部下の唯一の生き残り。ヨーロッパの名門出身だが、父親のように戦没者を机の上で数えるような軍人を嫌い、現場の一兵卒として戦う道を選ぶ。妹がおり非常に大切にしている。
プライドが高く、率先して前線に出るが熱くなりがちである。リウがフューネラルに着任して早々に彼のパイロットの腕や考え方、行動に疑念をもっており衝突することも多かった。しかし任務を通して彼を認めはじめる。後にスーと結ばれる。TV未放送であるPhase:EXのエンディングに、スーへのプロポーズが収録されている。
スー・ハリス
声 - 堀江由衣
ザルク4のパイロット。海軍出身の少尉。ネイティブアメリカンの家系に生まれた女性。海軍士官学校を首席で卒業、航空機の操縦技術は「天才」と呼ばれるほど。一匹狼的性格で協調性に欠け、様々な部隊を転々としてきた。フューネラルでは次第に部隊の仲間と打ち解ける。父親は優秀な戦闘機パイロットだったが、怪我により名誉除隊した後、交通事故で死亡している。子供っぽい性格であり、ハティと仲がよい。また20世紀時代の物に目がないアンティークコレクターでもあり、古めかしいラジオを大切に使っている。
スカーレット
声 - 榎本温子
ジョオン
声 - 川澄綾子
アイ
声 - 有島モユ
ビオレッタ
声 - 牧島有希
ツィノーバ
声 - 山下亜矢香
スィーニア
フューネラルのオペレーター。退避命令が下ったときも、残ってオペレーティングをすることを願い出る。

### 国連軍
この時代の世界の軍隊。陸海空と宇宙軍が存在する。正確にはフューネラルも国連軍の一部部隊だが、しばし対立するためフューネラルメンバーから「軍」と別物扱いされる。なお国連軍という呼称は小説にのみしか登場しない。
キルゴア大佐
声 - 中田和宏
国連軍特殊部隊・トート部隊の指揮官でイネス失脚後にフューネラル司令となる。ザルク後継のトート部隊を率いる。就任後は准将に昇進した。リウ達に対して敵対的な態度をとる。
ウィルソン准将
声 - 岸野一彦
イネスの後ろ盾となっていた人物。退役を数年後に控えている。自宅にある庭のバラの花を大切にしている。
リック・シュタイナー
声 - 三木眞一郎
タクトの大学の友人。階級は少尉。宇宙工学科の生徒だったが、戦争召集により軍へ入隊し成層圏迎撃機のパイロットとなる。フューネラルに緊急着陸した際にリウとなったタクトと再会したが、正体に気付かなかった。
かつてタクトの恋人であるマキに好意を抱いていた彼は、タクトの浮気話を他言しないと言いながらマキに話してしまい、その事実を謝る前にタクトが（名目上）死んでしまったことを悔いている。
マカロフ議長
声 - 嶋俊介
国連議会の議長。しばしば政治家と軍人の責任の擦り合いになる議会を円滑に進めようと苦心している。オデュッセウス号事件の真実をロレンスに告発されることを恐れている。
ドクター・スチュワート
声 - 清川元夢
フューネラルにてハティの精神カウンセラーを務めた。英語交じりの話し方をする。

### その他の登場人物
Mr. X（デビット・ロレンス）
声 - 竹村拓
本名は「デビット・ロレンス」。タクトを「リウ・ソーマ」として情報収集のためフューネラルに送り込んだ。リウに対しては常にもって回ったふざけた態度で接する。直接的な描写は無いが、リウ以外のフューネラルメンバーと接点が多い。シェークスピアの劇に詳しく、そのセリフを引用すること多々である。白の上下に左右が赤青の襟付きシャツのノーネクタイ姿が多い。
Mr. Xの呼称は劇中では一度も用いられておらずエンディングのクレジットの名義である。
マキ・アガタ
声 - 桑島法子
ユニバーサル大学生体工学科の学生でノグチ博士を強く支持している。口数の少ない美人。タクトとは恋人同士だった。フランクの復元実験中に事故に巻き込まれる。タクトとは楽しく過ごした描写があるものの、想いが強いあまり彼女につらく当たってしまうタクトに黙り込んでつらい表情を見せることも少なくはなかった。
ユーリ・レオノフ
声 - 高田祐司
伝説の宇宙飛行士。2044年、オデッセウス号にて深宇宙探査に出発、ペンローズツイスターホール（超空間の入り口）の調査に向かった際に消息を絶った。エンディングに出て来る宇宙飛行士の写真は彼である。
ノグチ博士
声 - 茶風林
ユニバーサル大学生態工学科の教授。宇宙工学科の学生であるタクトとは直接の接点はないが、恋人マキと共にいたいがために積極的にノグチ博士の講義に参加しており、提出されたタクトの論文とタクト自身を高く評価していた。フランクの再生・起動実験でタクトをメインスタッフに加えたことからもそれがうかがえる。「言葉は溝を埋めてくれる」「好奇心と探究心と行動力、どれひとつ欠けても真実に到達はしない」「知りたいと強く願え、先に進みたければ」が口癖。
ハリエットの祖父
声 - 沢木郁也
筋骨隆々とした逞しい初老の男性。元軍人で中東やアジアでの戦闘経験をもつ。ハリエットに妖精の話をよくしながら2人で山奥でひっそりと暮らしていた。
クローカ
声 - 矢島晶子
ユーリ・レオノフの妻。ユーリが宇宙で行方不明になった後、第一次遭遇戦でのエイリアンの来襲に巻き込まれ死亡。
エレイン・シモンズ
声 - 笹本優子
ダン・シモンズの妹。ドラマCDでは彼女がフューネラル基地の見学に向かった際、ダンを良く紹介しようとしたためのメンバーの空回りが描かれている。

## エイリアン

### 概要
2054年に突如地球に飛来した金属生命体。地球到達後に一定の地点（巡礼ポイントと呼ばれている）を目指して進行するという性質以外はよくわかっていない部分が多く、地球に飛来する理由も不明であった。
2054年の襲来は後に第一次遭遇戦と呼ばれ甚大な被害をもたらし（この際に飛来したエイリアンをプライマリーエイリアンと呼ぶ）、以来人類は対エイリアン迎撃体制を整えた。巡礼ポイントにエイリアンが到達することでカタストロフがおこると仮定した人類は、巡礼ポイントに到達する前の速やかな迎撃を急務とした。

### 特徴
体長は20m前後のものが多いが、個体差があり大きなものも存在する。身体は金属で構成されており、シルエットは人間そのもので二足歩行をし、黄色掛かった肌をしている。頭部には目のような物が6個備わっており、普段は青いが攻撃を受け戦闘態勢に入ると赤く変色する。局所的な重力コントロール能力を有しており、これにより飛行や巨躯の制御を行う。飛行する際は背に天使の輪のような光輪が発生する。着地後はなぜか徒歩により巡礼ポイントを目指す。動作はザルクの挙動に比べかなり鈍重。
巡礼ポイント進行への障害物や進行を妨害するものに攻撃を加える。攻撃方法は打撃と、頭部から発せられる熱レーザー。
エイリアンの弱点は頭部でありここを破壊されると全身が黒ずんで停止する。

### プログレッシブ・エイリアン
攻撃を受けると特異な能力を発現するエイリアン。飛来当初は通常のエイリアン(小説版ではタイプN)と区別がないが、外部から刺激を受けるとプログレッシブ反応を示し特殊能力を発現する。その状態で攻撃を受けるとさらに一段階高い能力を発現する第二段階プログレッシブ化を起こす。第二段階プログレッシブ化を起こすと通常の手段では打つ手が無くなるため、プログレッシブ・エイリアンに対してはワン・ショット・キル（一撃で倒すこと）が鉄則となっている。有す能力によってそれぞれアルファベットと数字を組み合わせたタイプ名が付けられている。
タイプH-2
ニューヨークに飛来した作中では初めて登場したプログレッシブ・エイリアン。両腕部からプラズマトーチを発生させ周囲のあらゆる物を融解する能力を有する。第二段階プログレッシブ化を起こすと、全身を3万K以上に発熱させ太陽のような状態と化す。以前、フランクフルト局地戦においてこのタイプのエイリアンにマイケルの部隊は全滅させられている。
タイプM-1
体を局所的に液相に変化させる能力をもち、通常弾やEX-1の拳を通り抜ける。体を無理に引き裂いても再び結合し元に戻る。ダメージを受けないため第二段階プログレッシブ化を起こすことはなかった。
タイプG-4
ダメージを受けると防御に特化する特性をもっており、カラーリングが通常のエイリアンと異なる。膝を抱えた姿勢のままゆっくりと飛行しながら巡礼ポイントへと向かった。プログレッシブ化により装甲表面の硬質化をし、第二段階プログレッシブ化により電磁防壁も備えたために電子制御兵器や荷電粒子兵器も効果がなくザルクの近接戦闘も不可能となった。共鳴による構造破壊を避けるため身体の分子構造も瞬時に入れ替える事も可能で、この能力によりフランクのアルケミストアームを1度は破った（対象の構造を特定できないため）。
タイプT-1
通常のエイリアンの1000倍もの大質量をもち、見た目にも非常に大きなエイリアン。再生能力や重力操作能力もサイズに比例して大きいため通常攻撃ではダメージは即座に回復し、またファブニールによる大出力の電磁ビームも重力場変動でねじ曲げた。
タイプS-1
超高速飛行タイプのプログレッシブ・エイリアン。作中では四肢を破壊されてから能力が発現していた。音速を超える速度と慣性を無視したような敏捷性をもつ。
その他のプログレッシブ・エイリアン
オペレーターのタイプ照合画面ではこれらの他に、H-1、C-4、A-5、V-1というタイプの存在が確認できるが、作中で描かれることはなかった。

## 登場メカ
ザルク (SARG)
フューネラル基地に配備されている対エイリアン用可変機動兵器。機体は5つあるが、2番機はパイロットがテスト飛行中に死亡したため空位となっている。戦闘機形態と人型形態の2つのモードを有する。単座式だが5番機のみ複座式になっている。最大の特徴はエイリアンモーターと呼ばれる重力慣性制御ができる駆動ユニットで、これにより従来の戦闘機とは比較にならないほどの機動性を発揮する。操縦席が機体の中心軸ではなく左肩の部分にあり、直視型のキャノピーに囲まれ装甲には覆われていない。ブラックボックスの部分が多く機体が破損した場合は専用の施設「モルグ」でなければ修理することができない。長距離ミッションでは専用の母機「ミステル」に収納されて移動する。
液体炸薬式のライフルを標準装備している。炸薬は機体本体から供給され自由にコントロールが可能。通常時はFCSで射撃を行う連射可能なスナイピングモードに設定されている。液体炸薬を最大まで装填して単発で弾丸を発射するスラッグモードも用意されている。
エイリアンモーターを利用したエナーシャルエリミネーターを搭載しており、負荷はかかるがある程度の機動にもパイロットは耐えることができる。ただし、リミッターを解除するとその限りではない。ザルクはドイツ語で「棺」の意。
トート (TOD)
ザルクの後継機。外見や特性そのものはザルクと変わらず純粋な高性能型機である。機体は全部で3機。より高出力のエイリアンモーターを搭載しており、装甲はザルクの1.5倍でありながら機動はザルク以上の成果を見せる。ただしリミッターを解除してからのパイロットへの負荷も大きい。ライフルはザルクと同じような炸薬供給パイプがあるが、機体からはがしても使用できる。トートはドイツ語で「死神」の意。小説版では未登場。
ミステル
フューネラル実戦部隊の指揮輸送機。4機のザルクを機体後部にぶら下げて輸送できる。ミステル (mistel) はドイツ語で「やどり木」の意。
成層圏迎撃機
地上から急発進する、超高高度でのエイリアン迎撃を任務とする機体。主武装は貫徹力強化型核弾頭ミサイル。
ユリシーズ号
地球周回軌道に係留されていた核パルス推進方式の深宇宙有人探査船。エイリアン来襲にともない半ば放棄されていた。同型艦にオデッセウス号があるがペンローズツイスターホール調査の際に喪失している。
ファブニール
フューネラル基地に設置されている荷電粒子砲の一種。フューネラル基地地下外周のトンネル内を中性子粒子が周回しながら加速、その後発射される。研究用で開発され放置されていたものを軍が接収し兵器に転用、そのままフューネラルの基地に設置されていたが、兵器として長い間使われることはなかった。

## スタッフ
- 原案 - 矢立肇、片山一良
- 監督 - 片山一良
- キャラクターデザイン - 村瀬修功
- メカニックデザイン - 山根公利
- サブメカニックデザイン - 沙倉拓実
- セットデザイン - 佐藤肇
- 美術監督 - 太田大
- 撮影監督 - 白井久男
- 音楽 - 服部克久、DJ K. HASEGAWA (KH-R)
- 音響監督 - 藤野貞義
- プロデューサー - 尾留川宏之、小林真一郎、松村圭一
- 製作 - サンライズ、ビクターエンタテインメント

## 主題歌
オープニングテーマ「Silent Wind」
作詞 - 北川恵子 / 作曲・編曲 - 服部克久 / 歌 - 菅井えり
エンディングテーマ「Horizon」
作詞 - 北川恵子 / 作曲・編曲 - 服部克久 / 歌 - Sphere（高尾直樹、岩﨑元是、佐々木久美、斉藤妙子）

## 各話リスト
サブタイトルは二つの単語を「 - と - と」という形で組み合わせ、次回のサブタイトル前部が前回のサブタイトルの後部になっている。テレビ放送最終話の後部が、第1話の前部の「再生」となっており全てのサブタイトルが数珠繋ぎになっている。また、Phase:EX「孤独と孤独」はDVD最終巻に収録されたTV未放送エピソードであり、8話と9話の間に相当する。
| 話数     | サブタイトル   | 脚本     | 絵コンテ                | 演出             | キャラ作画監督 | メカ作画監督   | 放送日         |
| -------- | -------------- | -------- | ----------------------- | ---------------- | -------------- | -------------- | -------------- |
| Phase:01 | 再生と死と     | 山口宏   | 片山一良                | 矢口夏美         | 村瀬修功       | 大塚健         | 2000年 10月5日 |
| Phase:02 | 死と少女と     | 山口宏   | 大橋誉志光              | 大橋誉志光       | 西田亜沙子     | 仲盛文         | 10月12日       |
| Phase:03 | 少女と出会と   | 山口宏   | 矢口夏美                | 矢口夏美         | ウエダヨウイチ | ウエダヨウイチ | 10月19日       |
| Phase:04 | 出会と憎悪と   | 山口宏   | 坂本郷                  | 喜多幡徹         | 杉光登         | 杉光登         | 10月26日       |
| Phase:05 | 憎悪と争いと   | 山口宏   | 山中英治                | 山中英治         | しんぼたくろう | 中田栄治       | 11月2日        |
| Phase:06 | 争いと逃避と   | 山口宏   | 大橋誉志光              | 大橋誉志光       | 中井準         | 大塚健         | 11月9日        |
| Phase:07 | 逃避と追憶と   | 北嶋博明 | 矢口夏美                | 矢口夏美         | 西田亜沙子     | 仲盛文         | 11月16日       |
| Phase:08 | 追憶と孤独と   | 山口宏   | 工藤紘軌 須永司         | いとがしんたろー | 杉光登         | 杉光登         | 11月23日       |
| Phase:09 | 孤独と哀と     | 北嶋博明 | 坂本郷                  | 喜多幡徹         | ウエダヨウイチ | ウエダヨウイチ | 11月30日       |
| Phase:10 | 哀と殺意と     | 山口宏   | 須永司                  | 究極龍           | 谷口守泰       | 安城義治       | 12月7日        |
| Phase:11 | 殺意と裏切りと | 北嶋博明 | 須永司                  | 大橋誉志光       | 門智昭         | 大塚健         | 12月14日       |
| Phase:12 | 裏切りと絶望と | 山口宏   | やまざきかずお 片山一良 | いとがしんたろー | 中井準         | 杉光登         | 12月21日       |
| Phase:13 | 絶望と希望と   | 山口宏   | 須永司                  | 矢口夏美         | 西田亜沙子     | 仲盛文         | 12月28日       |
| Phase:14 | 希望と混沌と   | 野崎透   | 坂本郷                  | 喜多幡徹         | 村瀬修功       | 村瀬修功       | 2001年 1月11日 |
| Phase:15 | 混沌と葛藤と   | 吉田伸   | 須永司                  | 元永慶太郎       | しんぼたくろう | 中田栄治       | 1月18日        |
| Phase:16 | 葛藤と決意と   | 山口宏   | 須永司                  | 矢口夏美         | ウエダヨウイチ | ウエダヨウイチ | 1月25日        |
| Phase:17 | 決意と過去と   | 山口宏   | 須永司                  | いとがしんたろー | 杉光登         | 杉光登         | 2月1日         |
| Phase:18 | 過去と大罪と   | 北嶋博明 | 須永司                  | 喜多幡徹         | 西田亜沙子     | 仲盛文         | 2月8日         |
| Phase:19 | 大罪と戒めと   | 山口宏   | 坂本郷                  | 矢口夏美         | 門智昭         | 大塚健         | 2月15日        |
| Phase:20 | 戒めと覚醒と   | 山口宏   | 須永司                  | 高田耕一         | しんぼたくろう | 米山浩平       | 2月22日        |
| Phase:21 | 覚醒と真実と   | 山口宏   | 須永司                  | いとがしんたろー | ウエダヨウイチ | ウエダヨウイチ | 3月1日         |
| Phase:22 | 真実と破滅と   | 山口宏   | 須永司                  | 花井信也         | ささきしげる   | 安城義治       | 3月8日         |
| Phase:23 | 破滅と勇気と   | 山口宏   | 須永司                  | 喜多幡徹         | しんぼたくろう | 米山浩平       | 3月15日        |
| Phase:24 | 勇気と愛と     | 山口宏   | 須永司                  | 矢口夏美         | 西田亜沙子     | 仲盛文         | 3月22日        |
| Phase:25 | 愛と再生と     | 山口宏   | 片山一良                | 片山一良         | 村瀬修功       | 村瀬修功       | 3月29日        |
| Phase:EX | 孤独と孤独     | 北嶋博明 | 須永司                  | 片山一良         | ウエダヨウイチ | ウエダヨウイチ | 2002年 2月21日 |

## 関連事項
- NHK教育テレビで放送された児童番組『うたっておどろんぱ』で本作の挿入歌『素晴らしき我が家へ (A Wonderful World)』がカバーされた。
- 角川書店発行の漫画版（作画 - 現津みかみ）が発行された。
- 角川スニーカー文庫（著 - 野崎透）から小説版が2巻発行された。